# Mogpog
Mogpog ist eine Stadtgemeinde 3. Klasse in der Provinz Marinduque, Philippinen. Sie hat 34.043 Einwohner (Zensus 1. August 2015). Sie liegt an der gleichnamigen Mogpog-Passage, der Bondoc-Halbinsel im Osten gegenüber.

## Geschichte
Mogpog wurde 1807 von einem lokalen Gouverneur der spanischen Kolonialzeit gegründet. Diese sogenannten Gobernadorcillos wurden später Capitan Municipal oder Municipal Mayor genannt. Der erste Capitan Municipal war Don Nicolas del Rosario.
Ebenfalls in 1807 wurde die Gemeindekirche St. Isidore erbaut.
Mogpog stammt von dem Wort Maapog ab, was einen Überfluss an apog (Lehm) bedeutet oder von Mag-aapog, das auf Kalkbrenner oder eine Kalkherstellung hinweist. Eine Calero (span. für Kalkbrennerei) existierte bei der Ankunft der Spanier bereits in der Nachbarschaft, so dass der philippinische Ausdruck dafür wohl übernommen wurde.
Im späten 17. und 18. Jahrhundert war Mogpog von bewaldeten Flächen umgeben, die später zu einer Vielzahl an kleinen Flächen für den Anbau von Reis und Hackfrüchten umgewandelt wurden.
Der als Mataas na Bayan bekannte Hügel wurde später Anapog genannt; der Platz, wo die caleros (Kalkbrenner) und ihre Familien wohnten. Ihre Häuser waren mit Cogon gedeckt, die Wände bestanden aus Palmenblättern.
Im Kreis dieser einfachen Leute entstand der Tubong (auch bekannt als Putong). Es ist eine fröhliche Musikdarbietung, begleitet von Tanzschritten, die Danksagung und Gebet für das Wohlergehen und langes Leben eines Jubilars oder eines Besuchers aus einem anderen Ort ausdrücken.
Während der Amtszeit des Ortsvorstehers Macario Arceo geriet die Gemeinde 1904 in finanzielle Schwierigkeiten und Mogpog bat die Regierung um Hilfe. Für eine Zeitdauer von vier Jahren unterstand Mogpog der Verwaltung durch Boac, aber nicht als Barangay, sondern als Teil-Gemeinde mit eigenem Ortsvorstand.
Im Jahr 1909 verbesserte sich das Steuereinkommen und als Regino Labao im Jahr 1910 Stadtdirektor wurde, erholte sich die Gemeinde soweit von ihren Finanzdefiziten, dass die Dienstaufsicht durch Boac aufgehoben wurde.
1942 besetzten die japanischen Truppen die Stadt Mogpog.
1945 wurde die Stadt durch die amerikanischen und philippinischen Truppen in der Schlacht von Marinduque von den Japanern befreit.

## Sehenswürdigkeiten in der Stadt
Zum inneren Stadtbezirk gehören die Bezirke Dulong Bayan, Gitnang Bayan, Market Site, Mataas na Bayan, Villa Mendez und Nangka I.
Mogpog besitzt zwei teilprivatisierte, weiterführende Schulen, die Quezon Roxas High School und die Marinduque Academy, letztere liegt im Bezirk Gitnang Bayan. Die Marinduque Academy hat einen bekannten Fanfarenzug.
Neben der Marinduque Academy liegt die Grundschule Mogpog Central School und die San Isidro Labrador Gemeindekirche.
An der rechten Seite des Hauptgebäudes der Academy befindet sich der Marktplatz, der einen schönen Blick auf den örtlichen Park, das Rathaus und das Gerichtsgebäude bietet.

## Andere Sehenswürdigkeiten
Im Bezirk Balanacan befindet sich der Hafen. Er ist wegen seines Statue Our Lady of Peace and Good Voyage bekannt.

## Lokale Feste
Das berühmte Moriones-Festival hat seinen Ursprung angeblich in Mogpog. Das Festival gehört zu den farbenprächtigsten in Marinduque und den Philippinen. Es findet in Mogpog und den angrenzenden Regionen von Marinduque statt.

## Bezirke (Barangays)
Mogpog ist politisch in 37 Bezirke (Barangays) unterteilt.
Hinanggayon war ursprünglich ein Teil des Barangay Argao; 1954 wurde der Stadtteil ein eigener Baranggay.
- Anapog-Sibucao
- Argao
- Balanacan
- Banto
- Bintakay
- Bocboc
- Butansapa
- Candahon
- Capayang
- Danao
- Dulong Bayan (Pob.)
- Gitnang Bayan (Pob.)
- Guisian
- Hinadharan
- Hinanggayon
- Ino
- Janagdong
- Lamesa
- Laon
- Magapua
- Malayak
- Malusak
- Mampaitan
- Mangyan-Mababad
- Market Site (Pob.)
- Mataas Na Bayan (Pob.)
- Mendez
- Nangka I (Pob.)
- Nangka II
- Paye
- Pili
- Puting Buhangin
- Sayao
- Silangan
- Sumangga
- Tarug
- Villa Mendez (Pob.)

## Bildung

### Grund- und Hauptschulen
- Argao Elementary School
- Balanacan Elementary School
- Bintakay Elementary School
- Bocboc Elementary School
- Butansapa Elementary School
- Capayang-Ino Elementary School
- Danao Public School
- Guisian Elementary School
- Hinadharan Public School
- Hinanggayon Elementary School
- Ino Primary School
- Lamesa Elementary School
- Laon Elementary School
- Magapua Elementary School
- Malayak Primary School
- Mampaitan Public School
- Mendez Elementary School
- Mogpog Central School
- Nangka Elementary School
- Paye Elementary School
- Pili Elementary School
- Puting Buhangin Elementary School
- Sayao Elementary School
- Silangan Elementary School
- Sumangga Primary School
- Tarug Public School

### Weiterführende Schulen
- Argao National High School
- Balanacan National High School
- Butansapa National High School
- Marinduque Academy
- Mogpog NCHS
- Sayao National High School
- Quezon-Roxaz High School

## Persönlichkeiten
- Ricardo J. Vidal (1931–2017), Erzbischof von Cebu